# Miss Poitou-Charentes
Miss Poitou-Charentes es un concurso de belleza francés que selecciona a una representante de la región de Poitou-Charentes para el concurso nacional Miss Francia. Mujeres representando la región con varios títulos diferentes han competido en Miss Francia desde 1957, aunque el título de Miss Poitou-Charentes no se utilizó regularmente hasta 2006.
La actual Miss Poitou-Charentes es Charlie Benard, quien fue coronada Miss Poitou-Charentes 2023 el 4 de octubre de 2024. Tres mujeres de Poitou-Charentes han sido coronadas Miss Francia:
- Monique Chiron, quien fue coronada Miss Francia 1959, compitiendo como Miss Poitou
- Claudine Cassereau, quien fue coronada Miss Francia 1971, compitiendo como Miss Poitou, tras la renuncia de la ganadora original.
- Véronique Fagot, quien fue coronada Miss Francia 1977, compitiendo como Miss Poitou

## Resumen de resultados
- Ganadoras de Miss Francia: Monique Chiron (1958; Miss Poitou); Véronique Fagot (1976; Miss Poitou)
- Primeras finalistas: Monique Boucher (1965; Miss Charente); Béatrice Demiaud (1966; Miss Royan); Nadine Labadie Wolf (1970; Miss Côte de Beauté); Claudine Cassereau (1971; Miss Poitou; más tarde Miss Francia)
- Segunda finalista: Marine Clouet (2000; Miss Poitou)
- Tercera finalista: Michèle Mouix (1966; Miss Aunis)
- Quinta finalista: Mathilde Muller (2008)
- Top 12/Top 15: Stéphanie Loizeau (1995); Nancy Bourgeix (1996); Alexandra Bauduin (1997); Andréa Galland (2019); Justine Dubois (2020); Marine Paulais (2022)

## Ganadoras
El título regional se conoce como Miss Poitou-Charentes desde 1997, mientras que de 1995 a 1996 se conoció como Miss Charentes-Poitou.
| Año  | Nombre            | Edad | Altura          | Ciudad natal          | Posición en Miss Francia | Notas                               |
| ---- | ----------------- | ---- | --------------- | --------------------- | ------------------------ | ----------------------------------- |
| 2024 | Charlie Benard    | 27   | 1,70 m (5′ 7″)  | La Couronne           |                          |                                     |
| 2023 | Lounès Texier     | 19   | 1,73 m (5′ 8″)  | Périgné               |                          |                                     |
| 2022 | Marine Paulais    | 20   | 1,74 m (5′ 9″)  | Bellevigne            | Top 15                   |                                     |
| 2021 | Lolita Ferrari    | 24   | 1,71 m (5′ 7″)  | Rochefort             |                          |                                     |
| 2020 | Justine Dubois    | 24   | 1,74 m (5′ 9″)  | Angoulême             | Top 15                   |                                     |
| 2019 | Andréa Galland    | 20   | 1,72 m (5′ 8″)  | Niort                 | Top 15                   |                                     |
| 2018 | Marion Sokolik    | 23   | 1,74 m (5′ 9″)  | Cognac                |                          |                                     |
| 2017 | Ophélie Forgit    | 20   | 1,71 m (5′ 7″)  | Arvert                |                          |                                     |
| 2016 | Magdalène Chollet | 19   | 1,72 m (5′ 8″)  | Neuville-de-Poitou    |                          |                                     |
| 2015 | Manon Rougier     | 19   | 1,79 m (5′ 10″) | Roullet-Saint-Estèphe |                          |                                     |
| 2014 | Mathilde Hubert   | 19   | 1,73 m (5′ 8″)  | Cherves-Richemont     |                          |                                     |
| 2013 | Laura Pierre      | 19   | 1,74 m (5′ 9″)  | Le Gua                |                          |                                     |
| 2012 | Typhanie Soulat   | 21   | 1,71 m (5′ 7″)  | Fontaine-le-Comte     |                          |                                     |
| 2011 | Manika Auxire     | 21   | 1,71 m (5′ 7″)  | Blanzac-Porcheresse   |                          |                                     |
| 2010 | Pearl Crosland    | 21   | 1,78 m (5′ 10″) | Angoulême             |                          |                                     |
| 2009 | Rachel Jeannot    | 23   | 1,73 m (5′ 8″)  | Civray                |                          |                                     |
| 2008 | Mathilde Muller   | 19   | 1,77 m (5′ 10″) | Poitiers              | Top 12 (5.ª finalista)   | Compitió en Miss Internacional 2009 |
| 2007 | Clémence Dussagne | 19   | 1,72 m (5′ 8″)  | Dignac                |                          |                                     |
| 2006 | Carine Bissirier  | 21   | 1,72 m (5′ 8″)  | Poitiers              |                          |                                     |
| 1999 | Sabrina Chauvelin |      |                 |                       |                          |                                     |
| 1998 | Sophie Bernardin  |      |                 |                       |                          |                                     |
| 1997 | Alexandra Bauduin |      |                 |                       | Top 12                   |                                     |
| 1996 | Nancy Bourgeix    |      |                 |                       | Top 12                   |                                     |
| 1995 | Stéphanie Loizeau |      |                 |                       | Top 12                   |                                     |

### Miss Charente
En 1965, el departamento de Charente coronó a su propia representante para Miss Francia. En 1976, el departamento volvió a coronar a su propia representante con el título de Miss Angoulême.
| Año  | Nombre          | Edad | Altura | Ciudad natal | Posición en Miss Francia | Notas                                                                |
| ---- | --------------- | ---- | ------ | ------------ | ------------------------ | -------------------------------------------------------------------- |
| 1976 | Évelyne Guérin  |      |        |              |                          | Guérin fue coronada Miss Angoulême en 1976 y Miss Saintonge en 1977. |
| 1965 | Monique Boucher |      |        |              | Primera finalista        |                                                                      |

### Miss Charente Marítimo
En las décadas de 1960 y 1970, el departamento de Charente Marítimo coronó a su propia representante de Miss Francia con varios títulos, entre ellos Miss Aunis (1966), Miss Côte de Beauté (1962; 1970), Miss La Rochelle (1976), Miss Oléron (1967), Miss Royan (1966), Miss Saintes (1962) y Miss Saintonge (1977).
| Año  | Nombre              | Edad | Altura | Ciudad natal | Posición en Miss Francia | Notas                                                                                  |
| ---- | ------------------- | ---- | ------ | ------------ | ------------------------ | -------------------------------------------------------------------------------------- |
| 1977 | Évelyne Guérin      |      |        |              |                          | Guérin fue coronada Miss Angoulême en 1976 y Miss Saintonge en 1977.                   |
| 1976 | Chantal Beaudonnet  |      |        |              |                          |                                                                                        |
| 1970 | Nadine Labadie Wolf |      |        |              | Primera finalista        |                                                                                        |
| 1967 | Dany Nadeau         |      |        |              |                          |                                                                                        |
| 1966 | Michèle Mouix       |      |        |              | Tercera finalista        | Mouix fue coronada Miss Aunis, mientras que Demiaud fue coronada Miss Royan.           |
| 1966 | Béatrice Demiaud    |      |        |              | Primera finalista        | Mouix fue coronada Miss Aunis, mientras que Demiaud fue coronada Miss Royan.           |
| 1962 | Claudine Robin      |      |        |              |                          | Robin fue coronada Miss Côte de Beauté, mientras que Putier fue coronada Miss Saintes. |
| 1962 | Danièle Putier      |      |        |              |                          | Robin fue coronada Miss Côte de Beauté, mientras que Putier fue coronada Miss Saintes. |

### Miss Charentes
Desde los años 1970 hasta los años 2000, los departamentos de Charente y Charente Marítimo compitieron por separado bajo el título de Miss Charentes.
| Año  | Nombre              | Edad | Altura         | Ciudad natal | Posición en Miss Francia | Notas                                                          |
| ---- | ------------------- | ---- | -------------- | ------------ | ------------------------ | -------------------------------------------------------------- |
| 2005 | Chloé Lefebvre      | 23   | 1,73 m (5′ 8″) | Royan        |                          |                                                                |
| 2004 | Alvina Fournier     | 19   | 1,76 m (5′ 9″) |              |                          |                                                                |
| 2003 | Gaëlle Coz          |      |                | Saintes      |                          |                                                                |
| 2002 | Stéphanie Barreau   |      |                |              |                          |                                                                |
| 2001 | Eugénie Lassey      |      |                | Cognac       |                          |                                                                |
| 2000 | Émilie Saint-Geours |      |                | Angoulême    |                          |                                                                |
| 1994 | Astrid Orioux       |      |                |              |                          |                                                                |
| 1993 | Laetitia Buraud     |      |                |              |                          |                                                                |
| 1992 | Linda Roy           |      |                |              |                          |                                                                |
| 1991 | Linda Pinson        |      |                |              |                          |                                                                |
| 1990 | Stéphanie Beau      |      |                |              |                          |                                                                |
| 1989 | Aline Menard        |      |                |              |                          |                                                                |
| 1977 | Béatrice Tixeuil    |      |                |              |                          |                                                                |
| 1976 | Catherine Dessèvre  |      |                |              |                          | Dessèvre was also crowned Miss Toulouse in both 1978 and 1977. |

### Miss Deux-Sèvres
En 1970, el departamento de Deux-Sèvres coronó a su propia representante de Miss Francia.
| Año  | Nombre          | Edad | Altura | Ciudad natal | Posición en Miss Francia | Notas |
| ---- | --------------- | ---- | ------ | ------------ | ------------------------ | ----- |
| 1970 | Claudine Gatard |      |        |              |                          |       |

### Miss Poitou
Desde la década de 1950 hasta la de 2000, los departamentos de Deux-Sèvres, Vandea y Vienne compitieron por separado bajo el título de Miss Poitou. Vendée se encuentra ahora en Países del Loira, pero las mujeres del departamento eran elegibles para competir debido a sus vínculos históricos con Poitou-Charentes.
| Año  | Nombre              | Edad | Altura | Ciudad natal | Posición en Miss Francia                        | Notas |
| ---- | ------------------- | ---- | ------ | ------------ | ----------------------------------------------- | --- |
| 2005 | Reva Segonne        |      |        |              |                                                 | |
| 2004 | Charlotte Huneau    |      |        |              |                                                 | |
| 2003 | Julie Trèves        |      |        |              |                                                 | |
| 2002 | Amélie Drapeau      |      |        |              |                                                 | |
| 2001 | Caroline Talbot     |      |        |              |                                                 | |
| 2000 | Marine Clouet       |      |        |              | Segunda finalista                               | |
| 1992 | Véronique Goubault  |      |        |              |                                                 | |
| 1990 | Rose-Marie Pinheiro |      |        |              |                                                 | |
| 1989 | Stéphanie Vincente  |      |        |              |                                                 | |
| 1979 | Aïcha Atmani        |      |        |              |                                                 | |
| 1978 | Sophie Parola       |      |        |              |                                                 | Parola fue posteriormente coronada Miss Centre-Ouest 1979. |
| 1977 | Murielle Bertraud   |      |        |              |                                                 | |
| 1976 | Véronique Fagot     | 16   |        | Oiron        | Miss Francia 1977                               | Top 15 en Miss Mundo 1977 |
| 1971 | Claudine Cassereau  | 19   |        | Loudun       | Primera finalista (más tarde Miss Francia 1972) | Cassereau fue originalmente la primera finalista, pero asumió el cargo de Miss Francia 1972 después de que la ganadora original sufriera lesiones graves al caerse de un caballo y renunciara al título. |
| 1970 | Chantal Charruault  |      |        |              |                                                 | |
| 1958 | Monique Chiron      | 21   |        |              | Miss Francia 1959                               | |
| 1957 | Françoise Radureau  |      |        |              |                                                 | |

### Miss Vienne
En 1979, el departamento de Vienne coronó a su propia representante de Miss Francia.
| Año  | Nombre          | Edad | Altura | Ciudad natal | Posición en Miss Francia | Notas |
| ---- | --------------- | ---- | ------ | ------------ | ------------------------ | ----- |
| 1979 | Brigitte Moreau |      |        |              |                          |       |